# Гананокве
Гананокве (англ. Gananoque, вимовляється [ˌɡænəˈnɒkweɪ]) — містечко (таун) в окрузі об'єднані графства Лідс і Гренвілл у південно-східному Онтаріо, Канада. Населення становило 5,194 осіб згідно з переписом 2011 року. Слід врахувати, що влітку населення суттєво зростає через наплив мешканців котеджів, т. зв. «островитян» та туристів, які відвідують Тисячу островів у гирлі річки Святого Лаврентія — найбільшу туристичну атракцію Гананокве. З півночі через містечко протікає річка Гананокве, яка впадає у річку Святого Лаврентія.

## Назва

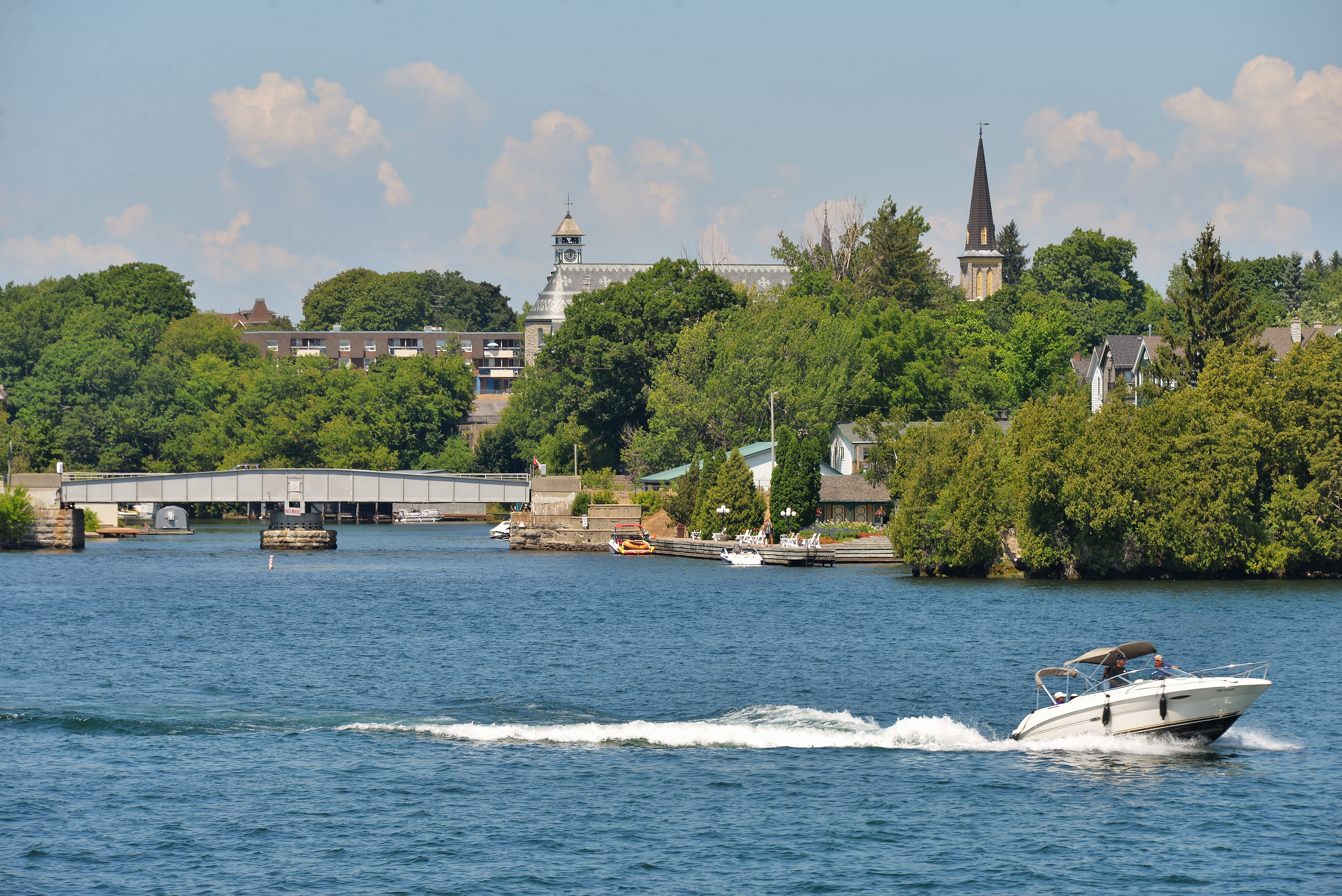
Обертовий міст на злитті двох річок

Назва містечка Гананокве мовою місцевих індіанців означає «місто на двох річках». Назва містечка перегукується з подібним «Катаракві» — назва недалекої річки, яка впадає до річки Св. Лаврентія в Кінгстоні, так називається ще один потічок, а також цвинтар у Кінгстоні. На місцевому сленгу назву Гананокве часто скорочують до «Ган».

## Історія

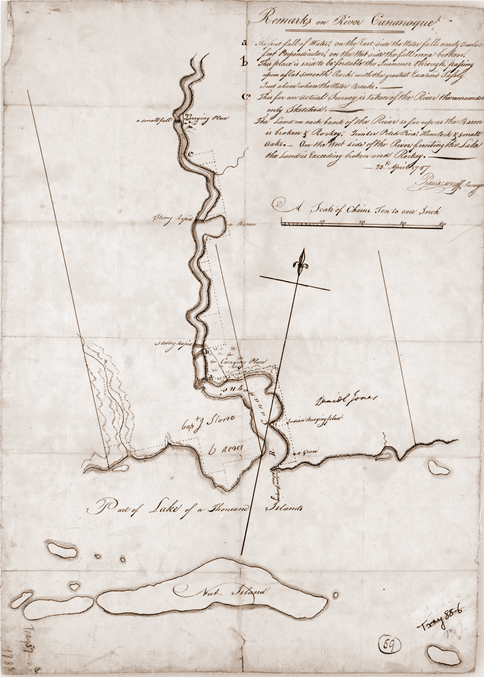
Геодезична мапа Гананокве 1787 року

Полковник Джоел Стоун, член лоялістського ополчення часів війни за незалежність США, у 1789 заснував у цьому місці невелике поселення. Землю йому було надано для влаштування млина.
Під час Війни 1812 року, американські війська захопили урядові склади в Гананокве з метою перервати постачання між Кінгстоном і Монреалем. На той час там зберігалось пів гов'яжої туші, кілька солом'яних циновок та ковдр. Нападники забрали ці запаси і спалили склад.
Через місяць після нападу було розпочате будівництво блокгаузу, завершене в 1813 році. На восьмикутному парапеті з колод було розміщено 5 гармат. Після закінчення війни блокгауз не використовувався і був переданий у приватні руки.

## Культурна спадщина
Комітет муніципальної спадщини визнав об'єктами культурної спадщини згідно з законом провінції Онтаріо про спадщину англ. Ontario Heritage Act:
| Зображення | Назва об'єкту                                  | Адреса                 |
|            | Ратуша                                         | 30 King Street East    |
|            | Міська бібліотека                              | 10 King Street East    |
|            | Стара пошта                                    | 110 Stone Street South |
|            | Годинникова вежа                               | 140 Stone Street South |
|            | Старий ливарний завод                          | 9-15 King Street East  |
|            | Сцена                                          | 30 King Street East    |
|            | Односімейний житловий будинок                  | 11 Church Street       |
|            | Односімейний житловий будинок                  | 145 Stone Street South |
|            | Односімейний житловий будинок                  | 120 King Street West   |
|            | Церква св. Івана Євангеліста (римо-католицька) | 262 Stone Street South |
|            | Провінційний готель                            | 98 King Street East    |
|            | Будинок Роджера                                | 161 King Street East   |
|            | Фабрика Кліффі                                 | 185 Mill Street        |
|            | Будинок Скіннера                               | 95 King Street East    |
|            | Помпувальна станція                            | 110 Kate Street        |
|            | Церква Христа (англіканська)                   | 30 Church Street       |
|            | Обертовий міст через Гананокве                 | Water St.              |
|            | Церква св. Андрія (пресвітеріанська)           | 175 Stone Street South |

## Транспорт
Гананокве лежить безпосередньо на трьох найжвавіших транспортних маршрутах — чотирисмуговій автостраді 401, двоколійній Канадській національній залізниці та водному шляху по річці Св. Лаврентія. Тут багата історія шосейних доріг провінції, включно зі шматком Автошляху 2. Це найдальша на захід ділянка Паркового шосе тисячі островів, також недалеко до Моста тисячі островів, який веде до автостради Interstate 81 на американському боці річки Св. Лаврентія. Місто обслуговується Аеропортом Гананокве, призначеним для загальної авіації.
Історично, річка Гананокве була важливою транспортною артерією, яка простягалась на північ до річки Рідо і значною мірою визначала ключову роль містечка і його економічну важливість. Однак у 1830 поблизу Ньюборо було влаштоване нове з'єднання з Каналом Рідо, яке перемкнуло головну магістраль каналу на річку Катаракві і скерувало водний транспорт до Кінгстона.
Коротка семикілометрова гілка залізниці колись з'єднувала магістраль Канадської національної залізниці з центром селища, ця Залізниця тисячі островів мала останню зупинку коло ратуші.

## Населення
Релігійна приналежність:
- 52.9 % протестанти
- 31.9 % католики
- 0.5 % інші християни
- 0.9 % інші релігії
- 13.8 % не вказали

Вікова структура:
- 0–14 років: 17.3 %
- 15–64 років: 60.8 %
- 65 років і старші: 21.9 %

Тенденція змін населення:
- Населення у 2011: 5194
- Населення у 2006: 5285
- Населення у 2001: 5167

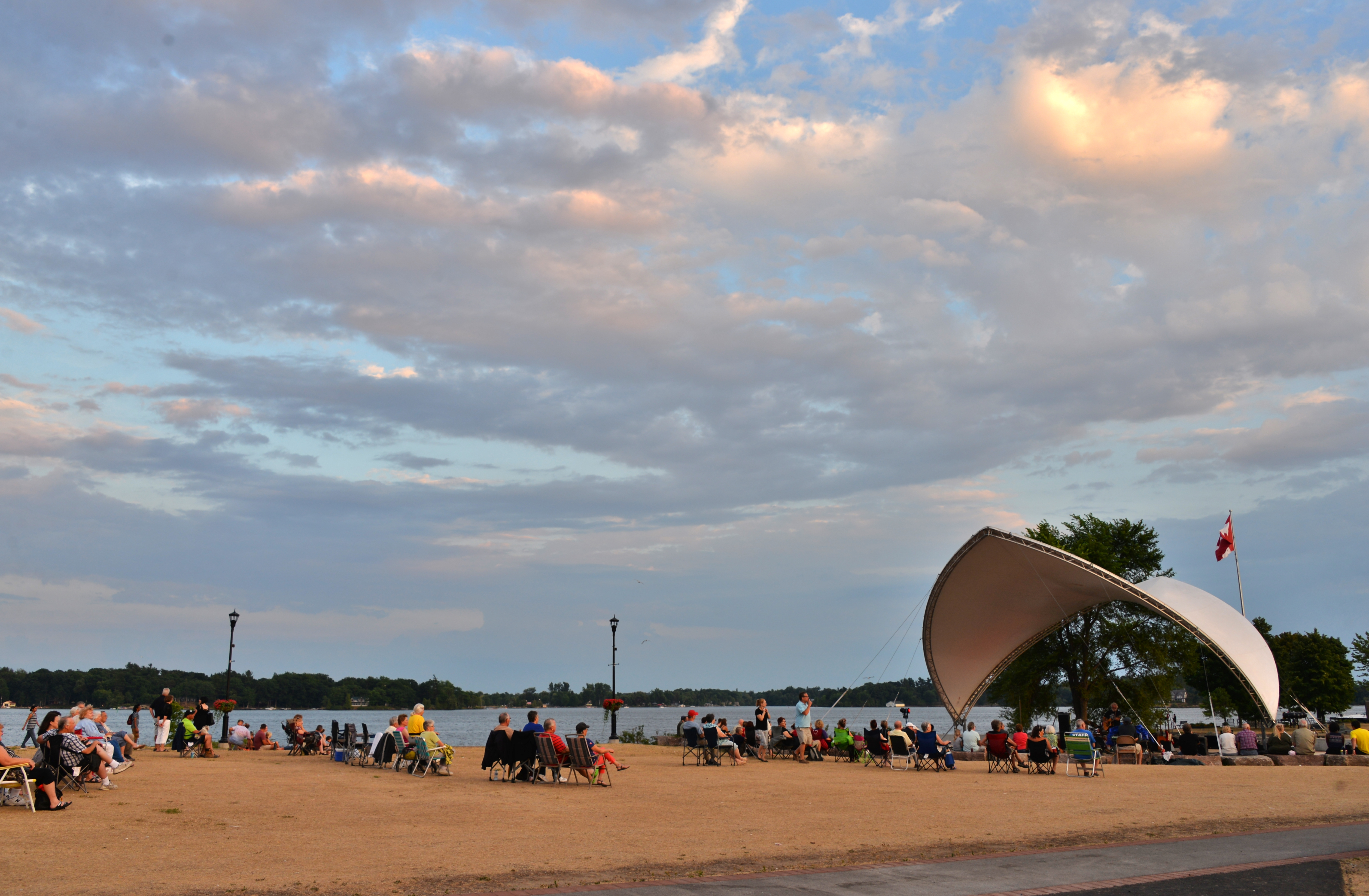
Мешканці і туристи слухають концерт

- Населення у 1996: 5219 (або 5217 з уточненням меж)
- Населення у 1991: 5209

Всього приватних забудов, за винятком сезонних котеджів: 2346 (всього: 2439)
Рідна мова:
- Англійська як перша мова: 94.2 %
- Французька як перша мова: 1.3 %
- Англійська і французька як перша мова: 0.4 %
- Інші перші мови: 4.1 %

## Поліція Гананокве
Служба поліції Гананокве є комунальною правоохоронною організацією в громаді Гананокве. Начальником поліції в даний час є Ґері Е. Галл, офіцер поліції Канади. На відміну від інших містечок і сіл Онтаріо, які відмовились від своїх муніципальних сил поліції на користь контракту з Поліцією провінції Онтаріо, Служба поліції Гананокве працює самостійно і продовжує зростати.

## Відомі особи

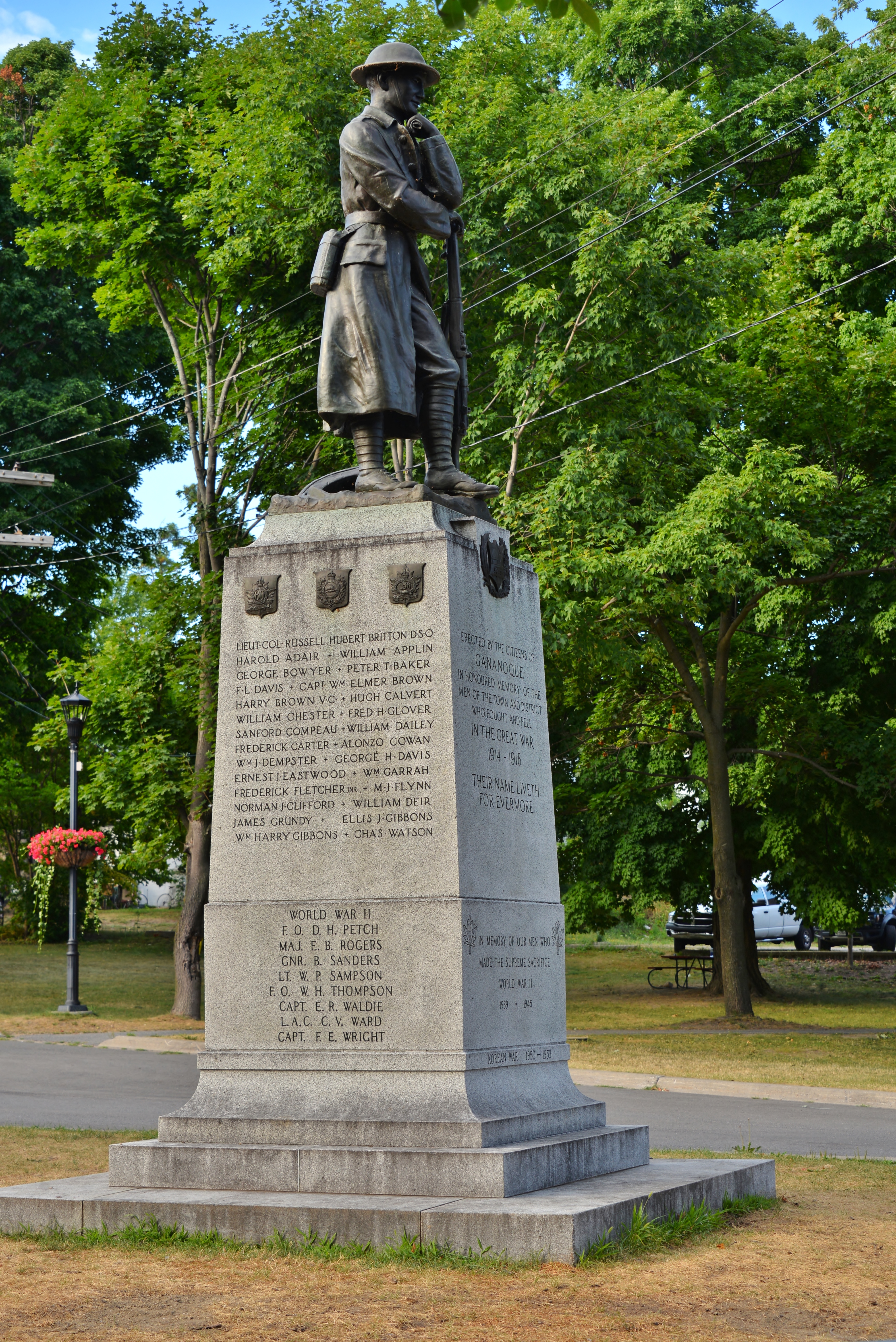
Пам'ятник полеглим

- Геррі В. Браун — уроджений в Гананокве кавалер Хреста Вікторії, нагороджений за участь у боях за Висоту № 70 під час Першої світової війни.

## Місцеві атракції

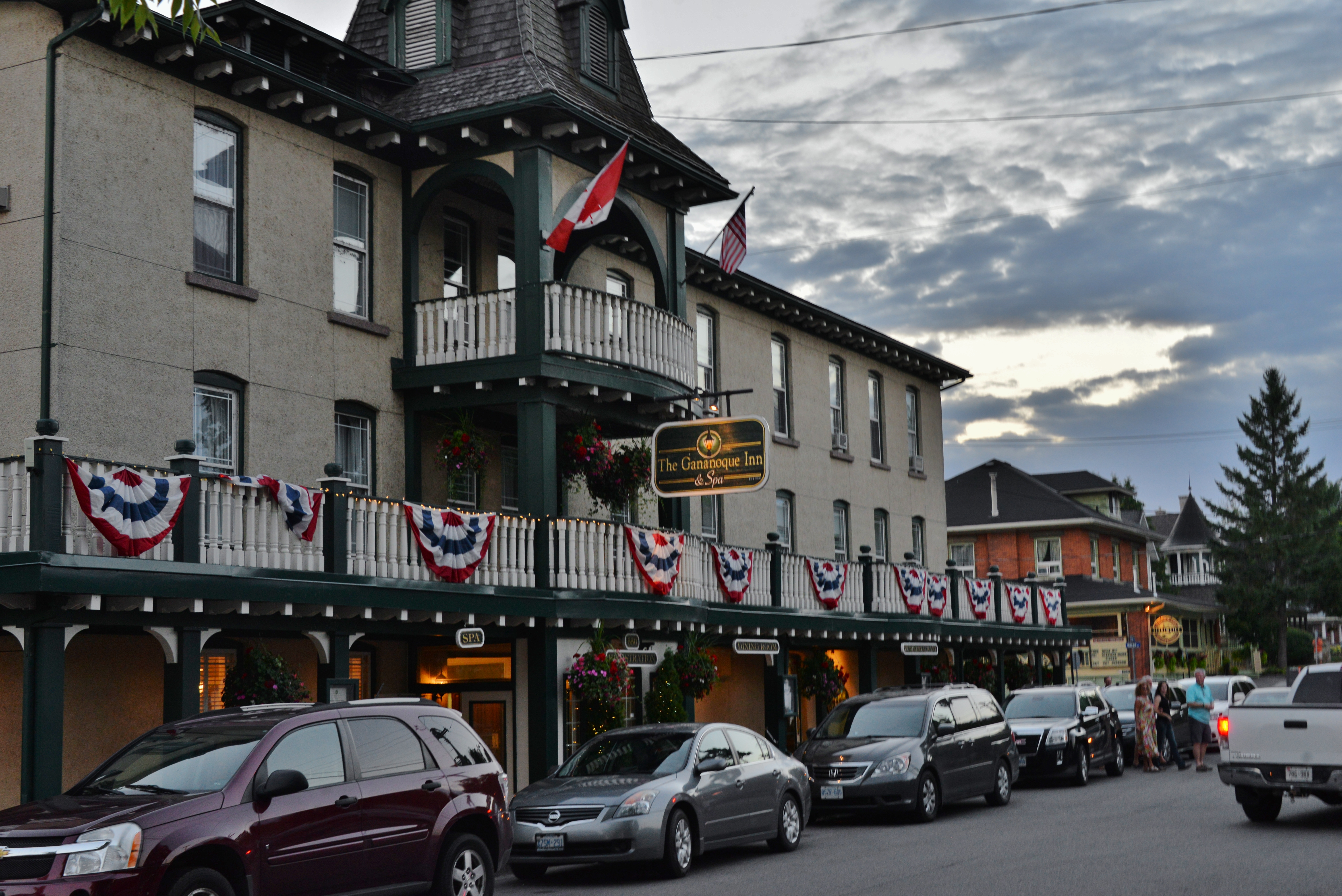
Один з численних готелів

Гананокве відоме як Ворота до Тисячі островів, частина яких лежить прямо перед ним на течії річки Святого Лаврентія. Головними місцевими атракціями є корабельні круїзи до Тисячі островів та замку Больдта (в штаті Нью-Йорк), театральні вистави, літній театральний фестиваль Театру Тисячі островів, музей Тисячі островів з колекцій Артура Чайльда та Казино тисячі островів. Театральна компанія Гананокве «Театр Тисячі островів» є власником двох театрів — Театру Спрінґера та Пожежного театру, які приваблюють міжнародну зацікавленість від 1982 року. Біосферний заповідник Тисяча островів — Фронтенакська арка, створений у листопаді 2002 року, є третім в Онтаріо, дванадцятим у Канаді і одним з більш ніж 400 у світі, і є учасником програми ЮНЕСКО «Людина і біосфера».

## Готелі
Виявляється, за інформацією на сайті Booking.com, як мінімум 4 готелі у Гананокве обладнані басейнами, хоча загалом більш популярними є готелі типу «бед-енд-брекфест», яких є доволі багато у час туристичного сезону. Перш ніж вирушати в подорож, варто перевірити погоду в Гананокве на відповідному сайті.

## В українській пресі
Газета «Свобода» подає звіт про краєзнавчу подорож 28 редакторів онтарійської етнічної преси, які репрезентували 28 часописів у 13 мовах. Найбільшою групою редакторів була українська, в якій були: о. П. Хомин (Наша Мета), В. Левицький (Новий Шлях), д-р. Б. Стебельський (Гомін України), д-р. Ст. Росоха (Вільне Слово), М. Королишин (Батьківщина), пані О. Маланчук (Ми і Світ), П. Волиняк (Нові Дні), О. Тарнавський (Юнак). Учасники «мали прогулянку моторовим судном по ріці св. Лаврентія в околиці Гананокве, де розкинулася одна з найкращих у світі водних панорам „Тисячі островів“».